# Organització Electoral de Treballadors Socialistes i Petits Agricultors
La Organització Electoral de Treballadors Socialistes i Petits Agricultors (en finès: Sosialistisen Työväen ja Pienviljelijäin Vaalijärjestö; STPV) va ser una plataforma d'esquerres successora de l'il·legalitzat Partit Socialista dels Treballadors (SSTP). Al seu torn, la pròpia STPV va ser perseguida i prohibida durant el 1930. L'esquerra finlandesa no podria tornar a operar fins a la creació de la Lliga Democràtica Popular Finlandesa (SKDL) al 1944.

## Història
El Partit Socialista dels Treballadors (SSTP), format per comunistes del SKP i dissidents d'esquerres del SDP, es va establir al 1920 després de la derrota de la Guerra Civil. En un context de dura repressió i persecució de tot el panorama revolucionari finlandès, el SSTP patiria constants atacs, empresonaments i operacions policials. Així, només va operar fins al 3 d'agost de 1923, quan van ser arrestats membres del grup parlamentari del STP, el comitè del partit, la secretaria i les organitzacions de districte, així com altres funcionaris. La impremta i els diaris van ser prohibits. Les detencions i la nova prohibició del partit es van justificar, en particular, per presumptes connexions amb el SKP.
Posteriorment, membres del SSTP i de les corrents que hi formaven part van impulsar un nou projecte com a successor directe, aquesta vegada mitjançant una fòrmula que pretenia evitar la persecució de les autoritats, la creació de d'Organitzacions Electorals de treballadors, camperols, dones i estudiants, agrupats i dirigits per Consells electorals els òrgans executius dels quals eren Comitès electorals. Les activitats nacionals eren dirigides per la divisió regional del Comitè Electoral de Hèlsinki i la línia es definia en reunions de negociació regionals. D'aquesta manera, hi havia unes cinc-centes associacions en total, cobertura menor al SSTP ja que generalment no era possible establir organitzacions viables de districte i poble per substituir les associacions de treballadors dissoltes. El principal portaveu del moviment va ser el diari Työväenrätsjoen Tiedonantaja (1923–1930), a més del qual es van publicar sis diaris regionals, revistes, publicacions temporals i revistes d'organitzacions.
A les seves primeres eleccions legislatives, on van poder presentar 104 candidats en 84 llistes, la STPV va aconseguir 18 diputats, que representava una baixada de suport respecte els resultats previs del SSTP. Tanmateix, en succesives votacions van anar ampliant suports, pujant fins als 23 diputats al 1929. L'any següent, el Parlament aprovaria les anomenades Lleis de Protecció de la República, creades bàsicament per a perseguir i reprimir als comunistes. Com a conseqüència, una vegada més s'aboliria el STPV, arrestant als diputats del Grup Parlamentari i d'altres membres de l'estructura, del SKP i d'altres organitzacions d'esquerres. El nou cop provocaria que fins a la fi de la Segona Guerra Mundial no es poguessin presentar a cap més elecció, quan ja es va permetre operar legalment a l'esquerra finlandesa com a part de l'acord d'armistici, que impulsaria la Lliga Democràtica Popular Finlandesa (SKDL).

## Resultats electorals

### Eleccions legislatives
| Any  | Vots    | %     | Escons   | +/- | Govern   |
| ---- | ------- | ----- | -------- | --- | -------- |
| 1924 | 91.839  | 10.45 | 18 / 200 | 9   | Oposició |
| 1927 | 109,939 | 12.08 | 20 / 200 | 2   | Oposició |
| 1929 | 128,164 | 13.47 | 23 / 200 | 3   | Oposició |

### Eleccions presidencials (indirectes)
| Any  | Candidat       | Vots   | %     | Electors | +/- | 1a volta | 2a volta | 3a volta | Resultat |
| ---- | -------------- | ------ | ----- | -------- | --- | -------- | -------- | -------- | -------- |
| 1925 | Matti Vaisänen | 41.213 | 6,63% | 16 / 300 | Nou | 16 / 300 | 16 / 300 | N/D      | Derrota  |

### Eleccions municipals
| Any  | Vots | %   | Escons |
| ---- | ---- | --- | ------ |
| 1923 | N/D  | N/D | N/D    |
| 1924 | N/D  | N/D | N/D    |
| 1925 | N/D  | N/D | 901    |
| 1928 | N/D  | N/D | 1.035  |

## Grup Parlamentari
- Aleksander Allila 1924–1926
- Aatami Asikainen 1924–1929
- Yrjö Enne 1927–1928
- Verner Halén 1929–1930
- Edvard Huttunen 1924
- Ida Hämäläinen 1927–1929
- August Isaksson 1924–1929
- Edvard Jokela 1924–1927
- Väinö Kallio 1929–1930
- Juho Komulainen 1924–1927
- Kalle Kulmala 1924–1930
- Kalle Kyhälä 1929–1930
- Toivo Latva 1927–1928
- Yrjö Lehtinen 1927–1929
- Arvo Lehto 1929–1930
- Martta Lehtonen 1927
- Jaakko Liedes 1924–1930
- Kalle Meriläinen 1929–1930
- Lauri Myllymäki 1927–1930
- Aukusti Mäenpää 1930
- Uno Nurminen 1924–1927
- Eino Pekkala 1927–1930
- Juho Perälä 1928–1930
- Taavi Pitkänen 1927
- Väinö Pohjaranta 1929–1930
- Emanuel Ramstedt 1924–1929
- Arvo Riihimäki 1927–1930
- Mauritz Rosenberg 1924–1930
- Janne Räsänen 1924–1927
- Jalmari Rötkö 1929–1930
- Asser Salo 1929–1930
- Filemon Savenius 1924–1929
- Salomo Savolainen 1927–1929
- Antti Soikkeli 1924–1926
- Pekka Strengell 1924–1927, 1928–1929
- Emil Tabell 1924–1930
- Konsta Talvio 1929–1930
- William Tanner 1927–1930
- Bruno Tenhunen 1924
- Aukusti Turunen 1927–1930
- Siina Urpilainen 1927–1930
- Kaarlo Varho 1926–1927
- Jalmari Virta 1924–1930
- Konsta Vuokila 1924
- Svantte Vuorio 1924–1925
- Heikki Väisänen 1929–1930